# 諾里奇沃克 (緬因州普查規定居民點)
諾里奇沃克（英語：Norridgewock）是位於美國緬因州薩默塞特縣的一個普查規定居民點。

## 人口
根據2020年美國人口普查的數據，諾里奇沃克的面積為29.87平方千米，當中陸地面積為28.68平方千米，而水域面積為1.19平方千米。當地共有人口1351人，而人口密度為每平方千米45.23人。